# Erelieva coca
Erelieva coca är en fjärilsart som beskrevs av Dyar 1914. Erelieva coca ingår i släktet Erelieva och familjen mott. Inga underarter finns listade i Catalogue of Life.